# 越南榆
越南榆（学名：Ulmus tonkinensis）为榆科榆属的植物。分布在越南以及中国大陆的广西、海南、云南等地，生长于海拔300米至1,300米的地区，一般生长在山谷、山坡或石灰岩山地之阔叶林中，目前尚未由人工引种栽培。
种加名 tonkinensis 意为越南“东京的”。

## 别名
火绳树（云南西畴）

## 异名
- Ulmus lanceofolia auct. non Roxb. ex Wall.